# اتحادیه بسکتبال اسرائیل
اتحادیه بسکتبال اسرائیل (عبری: איגוד הכדורסל בישראל‎) نهاد اداره کننده ورزش بسکتبال در کشور اسرائیل است. این فدراسیون که در سال ۱۹۶۶ تاسیس شده مقر آن در شهر تل‌آویو قرار دارد.